# Abadia de Claraval

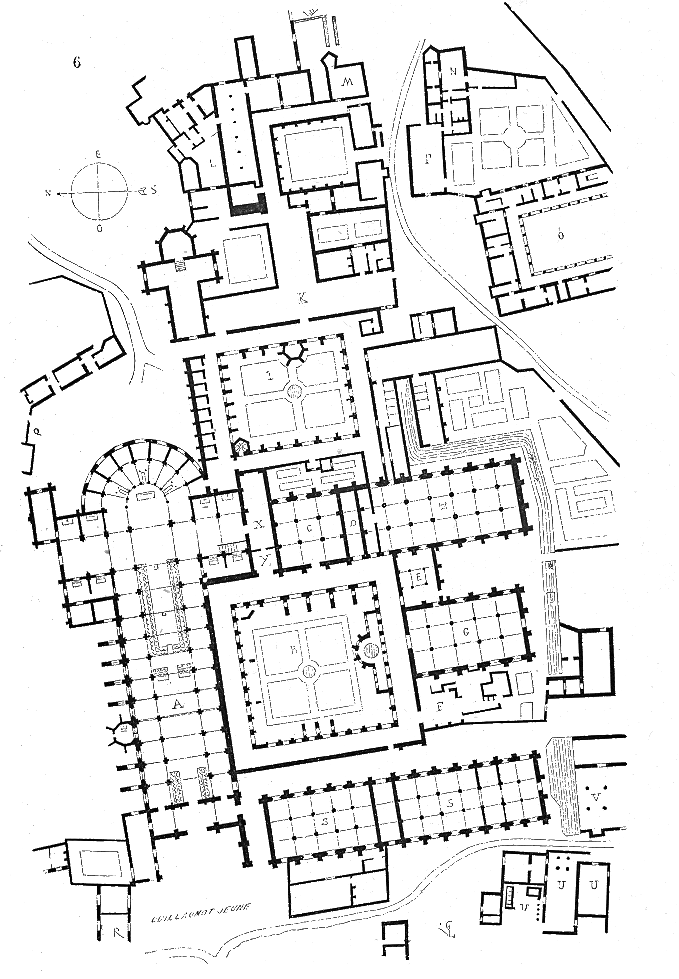
Planta da antiga Abadia de Claraval.

A Abadia de Claraval (Clara Vallis em latim, Clairvaux em francês), que foi um mosteiro cisterciense , está localizado em Ville-sous-la-Ferté, no departamento de Aube, na França.
O mosteiro foi fundado em 1115 por Bernardo de Claraval (futuro São Bernardo), à época com apenas 25 anos, e alguns monges vindos da Abadia de Cister (Citeaux), com dinheiro e terreno oferecido por Hugo de Champanhe. 
Claraval foi, assim, uma das quatro fundações derivadas da Abadia principal de Cister, junto com Abadia de La Ferté, Abadia de Pontigny e Abadia de Morimond.
Por sua vez, a partir de Claraval foram fundadas um total de 350 abadias por toda a Europa, incluindo mosteiros célebres como a Abadia de Fontenay (França), a Abadia de Fossanova (Itália), o Mosteiro de Poblet, Mosteiro de Santes Creus (Catalunha) e o  Mosteiro de Alcobaça (Portugal).
Tendo sido suprimido, após a Revolução Francesa (1789), os seus edifícios foram convertidos em prisão em 1808, transformando-se no maior estabelecimento penitenciário francês do seu tempo. A partir de 1970, uma parte da histórica abadia deixou de abrigar presos e passou a ser visitável, recebendo também eventos culturais.